# 鹿谷陰謀
鹿谷陰謀是平安時代治承元年（1177年）6月，發生在日本京都，後白河院與院近臣於京都東山鹿谷（鹿ヶ谷，今京都市左京區），静賢法印（信西之子）的山莊密謀討伐平家的事件。近年，有學者認為此事件係平清盛為鞏固權利而捏造的。也稱「鹿谷事件」（鹿ヶ谷事件）、「鹿谷之變」（鹿ヶ谷の変）。

## 背景

### 平家的繁榮
平治之亂後，以平清盛為首的平家確立起其朝廷唯一官軍的地位，而後，平清盛官位扶搖直上，參議、中納言、大納言、內大臣，而至仁安2年(1167)2月，平清盛獲封從一位，就任太政大臣。仁安3年(1168)平清盛因病出家，平清盛以攝津國福原為據點，著重發展日宋貿易。平清盛嫡子平重盛也於仁安2年(1167)2月升任大納言，而後朝廷下發東山道、東海道、山陽道、南海道山賊・海賊的追討宣旨予平重盛，平重盛逐漸成為平家的軍事核心，也確立起其平清盛後繼者的地位。此期間，平家一門多人位列公卿，收獲知行國、受領、莊園無數。平清盛更與後白河院及攝關家結為姻親，擴大其於朝堂上的影響力。

### 建春門院之死
平清盛妻妹平滋子(建春門院)深受後白河院寵愛，其存在可謂是維繫院與平清盛的合作關係。應保元年(1161)9月生下皇子憲仁(即高倉天皇)，仁安元年(1166)10月，後白河院將憲仁立冊為皇太子，仁安3年(1168)憲仁繼承皇位，平清盛成為天皇的外戚。承安元年(1171)11月，平清盛之女德子成為後白河院的養女，隔年2月，德子成為高倉天皇的中宮。
平清盛與後白河院雖然在憲仁繼承皇位及日宋貿易等面向為利益共同體，然隨著平清盛在朝堂上的話語權持續擴大，平清盛與後白河院間的矛盾逐漸浮上檯面。安元2年(1176)7月，建春門院去世，享年35歲。

### 山門強訴
安元3年(1177)4月13，延曆寺僧侶抬著神輿進入京都，進行強訴，要求朝廷流放加賀守藤原師高。強訴的起因係前一年延曆寺位於加賀國的末寺因土地問題遭藤原師高及其弟藤原師經燒毀，延曆寺向朝廷申訴，然因二人為後白河院院近臣西光之子，後白河院只打算將藤原師經流放至備後國，以息事寧人，然此舉無法平息延曆寺的怒火，故發生上述的強訴。
面對強訴，後白河院命平重盛率軍攔阻之，武士發射弓矢試圖逼退延曆寺僧侶，然流矢擊中神輿，更射傷多位僧侶，抵抗強訴以失敗收場。4月20日，朝廷流放藤原師高。
安元3年(1177)4月28日，京都遭遇大火，大内裏及許多公卿的宅邸都受損，史稱安元大火；當世流傳此為崇德上皇的怨靈在作祟。5月，後白河院不顧眾公卿反對，解除前述強訴主謀明雲其天台座主的職位，並將其流放至伊豆國，然明雲於押送至伊豆的途中被延曆寺眾僧侶救出。後白河院對此常憤怒，命平重盛及平宗盛(平重盛異母弟)率軍攻打比叡山，然平重盛與平宗盛對後白河院表示沒有平清盛同意不會輕易出兵。5月28日，平清盛從福原回京，與後白河院會面，而後在後白河院的強行要求下承諾會攻打延曆寺。

## 經過
安元3年（1177年）5月29日深夜，攝津源氏・多田行綱至平清盛的西八條邸告發院近臣打倒平家的陰謀。根據《愚管抄》記載，後白河院前往静賢的鹿谷山莊御幸之際，藤原成親、藤原師光（西光）、俊寬等院的側近密謀打倒平家的計畫，並拉攏多田行綱，給予作為軍旗用的白旗宇治布30反。又根據《平家物語》記載，藤原成親將瓶子推倒，後白河院詢問其意，藤原成親回答「瓶子倒了」，俊寛接著問倒了的瓶子該怎麼辦，西光折斷瓶子的頭回答「那就要取下瓶子的頭了」。多田行綱推定聚會的目的是為了打倒平家，故而將密謀的內容告知清盛。
安元3年（1177年）6月1日，原本為攻打延曆寺而聚集於京都的平家武士逮捕西光，西光在被嚴刑拷問承認其陰謀，而後被處斬。藤原成親則受平清盛的邀約前往其宅邸，藤原成親以為平清盛只是要討論政事，毫無戒備，而後也被逮捕；6月2日，藤原成親被流放至備前國，隔月便去世。6月3日，俊寬與許多院近臣及北面武士相繼被平家逮捕，多人遭到撤職，俊寬則被流放至鬼界島。6月9日，先前被流放的藤原師高也被殺害。另一方面，明雲則被赦免，朝廷也決定不追討延曆寺。

## 影響
鹿谷陰謀事件後，平清盛不僅肅清西光、藤原成親等後白河院核心近臣，更避免平家與延曆寺的直接衝突。平清盛一度也欲處分後白河院，其後雖然作罷，但平清盛與後白河院兩者的關係日益惡化，導致日後的治承三年政變。

## 史料
- 《愚管抄》

## 腳註
1. ↑  《平家物語》記載，多田行綱到西八條府邸秘密報告；但是，《愚管抄》記載的密告場所在攝津福原。
2. ↑  在日語中，「瓶子」和「平氏」都可讀作（heishi）。藤原成親、俊寬、西光等人借此隱喻推翻平家。

## 關連項目
- 平家物語